# Yamaha YZF-R125
De Yamaha YZF-R125 is een lichte motor die wordt geproduceerd door de Yamaha Motor Corporation. Het model werd geïntroduceerd in 2008 en is de op een na kleinste telg uit Yamaha's R-segment. Het uiterlijk is geïnspireerd op de grotere R-reeks-modellen, namelijk de YZF-R6 en YZF-R1. Het is een concurrent van de Honda CBR125R.

## Geschiedenis
De R125 was in 2008 verkrijgbaar in 4 kleurschema's: Midnight Black, Competition White, Impact Yellow en Burning Blue. Impact Yellow werd voor 2009 vervangen door Sunset Red.
Er zijn verder geen grote wijzigingen aangebracht sinds de introductie. In 2014 is het model wel licht gewijzigd met onder andere een nieuw dashboard en kleine veranderingen aan het uiterlijk.

## Specificaties
| Motor: 2010              | Motor: 2010                            |
| ------------------------ | -------------------------------------- |
| Type:                    | 4-takt, monocilinder, 4 kleppen, SOHC. |
| Cilinderinhoud:          | 124,66 cc.                             |
| Koeling:                 | Vloeistofkoeling.                      |
| Boring X slag:           | 52,0 x 58,6 mm.                        |
| Smering:                 | Wet sump.                              |
| Compressie:              | 11,2 : 1.                              |
| Maximum koppel:          | 12,24 Nm (1,25 kgm) @ 8000 tpm.        |
| Maximumvermogen:         | 11,0 kW (15 pk) bij 9000 tpm.          |
| Eindoverbrenging:        | Ketting.                               |
| Koppeling:               | Nat, meervoudige platen.               |
| Versnellingsbak:         | 6 versnellingen.                       |
| Rijwielgedeelte: 2010    |                                        |
| Frame:                   | Stalen deltaboxframe.                  |
| Ophanging vooraan:       | Telescopische vork (130 mm veerweg).   |
| Ophanging achter:        | Swingarm (Monocross)(125 mm veerweg).  |
| Voorrem:                 | Enkele schijf, Ø 292 mm.               |
| Achterrem:               | Enkele schijf, Ø 230 mm.               |
| Voorband:                | 100/80-17 M/C.                         |
| Achterband:              | 130/70-17 M/C.                         |
| Maten en gewichten: 2010 |                                        |
| Lengte:                  | 2015 mm.                               |
| Breedte:                 | 660 mm.                                |
| Hoogte:                  | 970 mm.                                |
| Zadelhoogte:             | 818 mm.                                |
| Wielbasis:               | 1355 mm.                               |
| Grondspeling:            | 155 mm.                                |
| Gewicht (rijklaar):      | 138 kg.                                |
| Tankinhoud:              | 13,8liter.                             |